# David Runer
David Runer, född 25 juni 1813 i Ovansjö socken i Gästrikland, död 30 augusti 1888 i Gävle, var en svensk industriman.
Runer gick i skola i Gävle, men fick redan vid tretton års ålder plats på ett kronofogdekontor, där han var till 1830. På fritiden ägnade han sig åt snickeri, vilket gav honom en liten inkomst. Han fick senare anställning som bokhållare på Hammarby bruk, där han stannade till 1833. Då han inte hade några studier bakom sig hade han ingen framtid där. Då hans far dött och efterlämnat en liten förmögenhet, började Runer på Filipstads bergsskola. Där fick han undervisning av skolans överlärare och senare bergmästaren och hovintendenten Frans Adolf von Schéele, som uppmanade honom att börja vid Teknologiska institutet i Stockholm, vilket han gjorde i augusti 1834.
Arvet tog slut och Runer arbetade hela dagarna och långt in på nätterna. Institutsdirektionen uppmärksammade hans belägenhet och flit och tilldelade honom ett stipendium på 18 skilling per dag. År 1836 tog han examen från institutet, men stannade kvar där en tid för att ägna sig åt det rent praktiska maskinarbetet. Därefter blev han 1837 anställd på Motala mekaniska verkstad. Året efter skaffade bergmästaren von Scheele honom plats som inspektor och verkmästare på Lyreds masugn och gjuteri i Gunnarskogs socken vid norska gränsen. 
Under den tiden inträffade en stor hungersnöd i Värmland och särskilt i den fattiga trakten. Redan nästa år erbjöds han arbete som verkmästare vid gjuteriet i valsverket och smedjorna vid Nyköpings Mekaniska Verkstad, men strax efter att han börjat där gick ägarna i konkurs. 
Genom en vän fick han anställning vid Strömsbacka bruk i norra Hälsingland. Han fick där i uppdrag att bygga dammar, rostugnar, masugnar med mera vid flera bruk. En vändpunkt blev när han lärde känna ägaren till Österby bruk, baron Per Adolf Tamm, som hjälpte honom.  
År 1848 fick Runer ett anbud från sin gamle vän i Carl Fredrik Lindahl i Motala, som börjat anlägga gjuteri och mekanisk verkstad i Gävle, att inträda som bolagsman där. Han var dock tvungen att erlägga en summa av 12 000 riksdaler; en summa som var omöjlig för honom att skaffa. Han fick därför tacka nej till anbudet. Baron Tamm, som av andra hört om Runers situation, hjälpte honom och han erhöll den nödvändiga summan utan borgen. I december 1848 inträdde Runer såsom bolagsman med Lindahl i Lindahl & Runers mekaniska verkstad, och dessa båda ungdomsvänner arbetade med största enighet tillsammans ända till Lindahls död 1873. 
I Gävle hade Runer flera kommunala befattningar och han var stadsfullmäktig där i tolv år.